# Orange (LGA)
City of Orange is een Local Government Area (LGA) in Australië in de staat New South Wales. City of Orange telt 38.685 inwoners. De hoofdplaats is Orange.